# Gesticht Onze-Lieve-Vrouw van Deinsbeke
Het Gesticht Onze-Lieve-Vrouw van Deinsbeke (later ook College Onze-Lieve-Vrouw van Deinsbeke of Klein College genoemd) is een neogotisch gebouw in de Belgische stad Zottegem. Het huidige gebouw werd in 1883 opgetrokken op de hoek van de Kasteelstraat en de Neerhofstraat (toen nog Varkensmarkt genoemd). Op dezelfde plek had de industrieel August De Rouck op 21 oktober 1862 een 'Institution Notre-Dame de Deynsbeke' (genoemd naar Onze-Lieve-Vrouw van Deinsbeke) opgericht voor middelbaar onderwijs. Het terrein behoorde toe aan De Rouck; er bevonden zich voor 1862 een weefschool voor arme jongens (vanaf 1851), arbeidershuisjes en een boomkwekerij voor Kasteel Breivelde (dat ook eigendom was van De Rouck). In 1868 werden de gebouwen afgestaan aan het bisdom Gent dat er verder middelbaar en landbouwonderwijs in onderbracht. Tussen 1881 en 1883 werd een nieuw neogotisch schoolgebouw met kapel gebouwd naar een ontwerp van de Oudenaardse architect Alphonse Vossaert (broer van toenmalig directeur Theodoor Vossaert). Het gebouw in donkerbruin metselwerk heeft steile zadeldaken met dakvensters. De ramen in nissen hebben spitsbogen of steekbogen. Het gebouw is sober versierd met natuurstenen dorpels en een muizentandfries onder de kroonlijst.
Tijdens de Eerste Wereldoorlog op 13 oktober 1914 eiste het Duitse leger de gebouwen op en bracht er onder andere soldatenkamers en een veldhospitaal in onder. Tijdens de Achttiendaagse Veldtocht bij het begin van de Tweede Wereldoorlog werden oorlogsvluchtelingen opgevangen in de collegegebouwen. Links aan de ingang bevindt zich de gedenkplaat voor Jules Lootens en André Baele, slachtoffers van de Tweede Wereldoorlog. Op 5 oktober 1947 liet collegedirecteur Back, links in de inkompartij van de school, een arduinen gedenkplaat maken ter nagedachtenis van Jules Lootens en van André Baele (de twee onderwijzers die het slachtoffer waren geworden van de Tweede Wereldoorlog). Het monument werd gemaakt door de firma Van de Velde uit Sint-Niklaas. De gedenkplaat werd bekostigd door het verkopen van duizend foto's van de gedenksteen. De tekst op de gedenkplaat luidde als volgt: Zij gaven hun leven voor God, koning en vaderland Mr Jules Lootens, schoolbestuurder van 't gesticht O.L. Vrouw van Deynsbeke geboren te Gent 10-3-1893 weggehaald 24-9-1943 overleden te Gross-Rosen 6-12-1944 Mr André Baele leraar aan 't gesticht O.L. Vrouw van Deynsbeke geboren te Strijpen 9-3-1916 gevallen te Strijpen 3-9-1944 van wege school - gemeentebestuur - C.O.V - vrienden. De gedenkplaat verdween bij het ombouwen tot appartementencomplex Collegium. In september 2024 werd de gedenksteen teruggeplaatst ter gelegenheid van 80 jaar bevrijding.
Na het vertrek van de middelbare afdeling in 1963 (naar de huidige Campus Bevegem van het Onze-Lieve-Vrouwcollege) zat tot 2002 enkel de lagereschoolafdeling van het O.-L.-V. van Deinsbekecollege in de gebouwen. Het gebouw stond nadien leeg en werd in 2012 en 2016 geteisterd door brand. Daarbij gingen de dakconstructie en de kapel in vlammen op.
Tussen 2018 en 2021 werd de historische site gerenoveerd en omgebouwd tot appartementencomplex (met ondergronds parkeerterrein 'Oud College') onder de naam 'Collegium'. De straatnamen Directeursplein en Knikkersteeg verwijzen er naar de vroegere school- en speelplaatsactiviteiten.

## Afbeeldingen

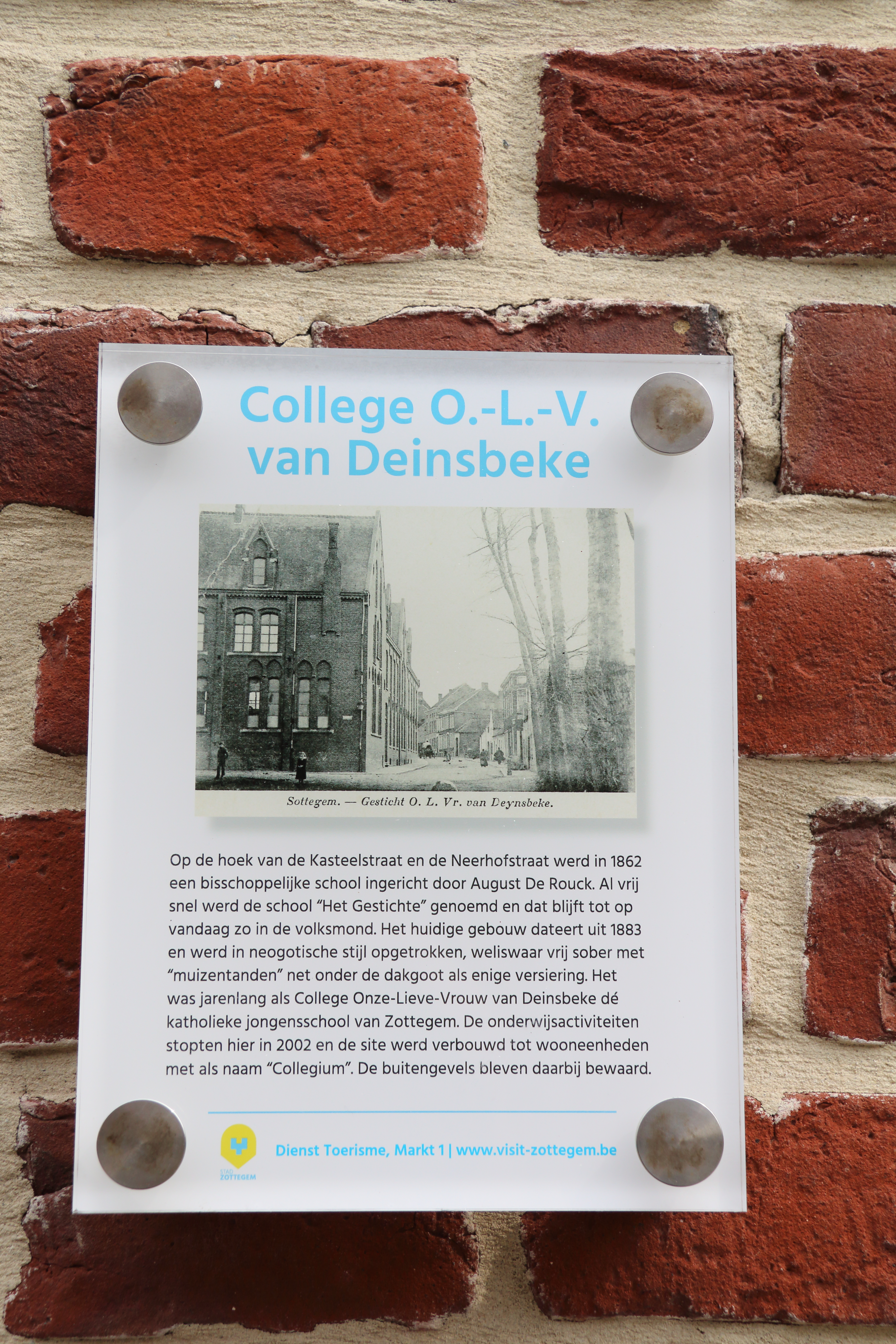
Infobord
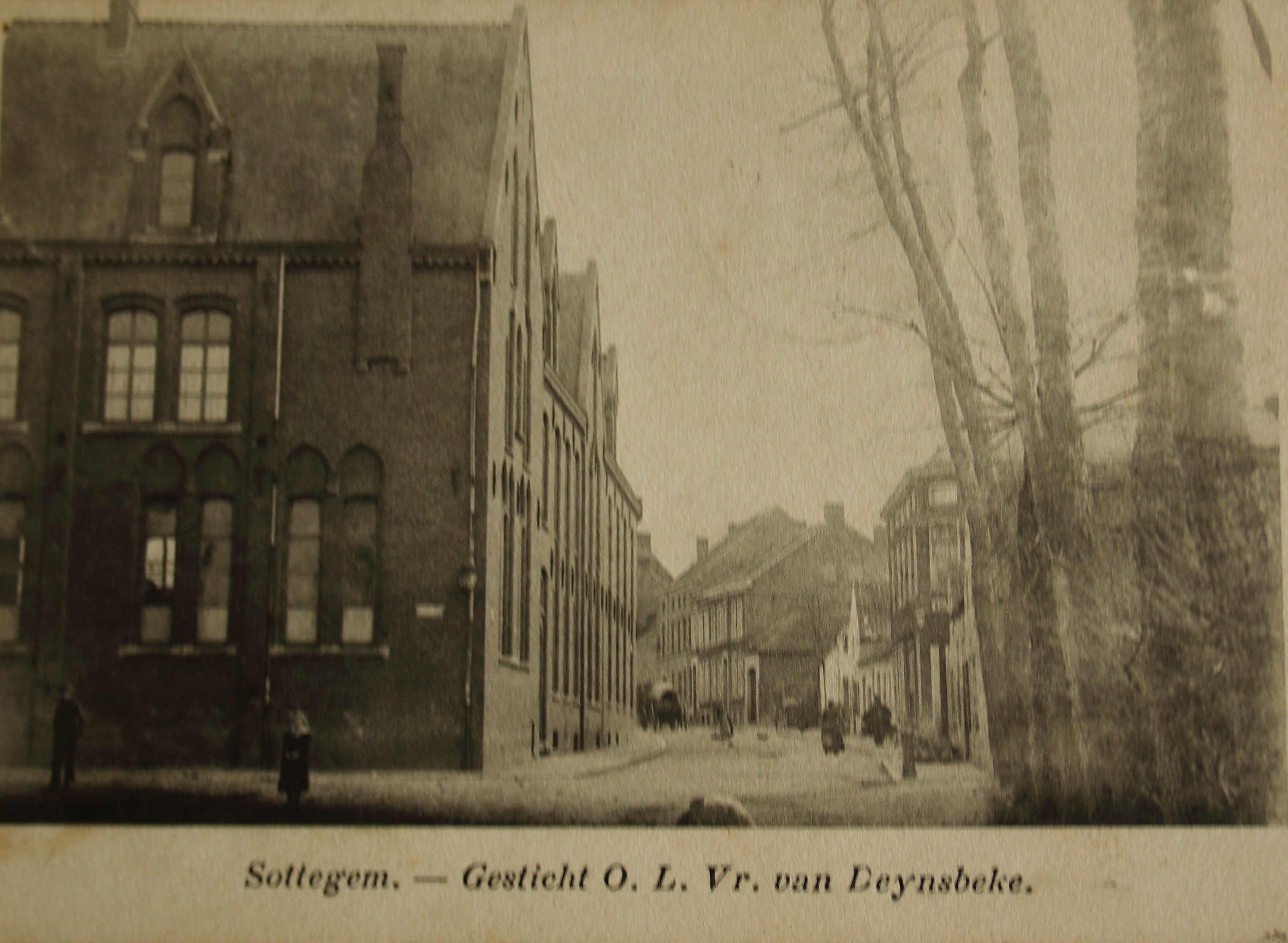
'Gesticht O.L.V. van Deynsbeke' (historische prentbriefkaart)
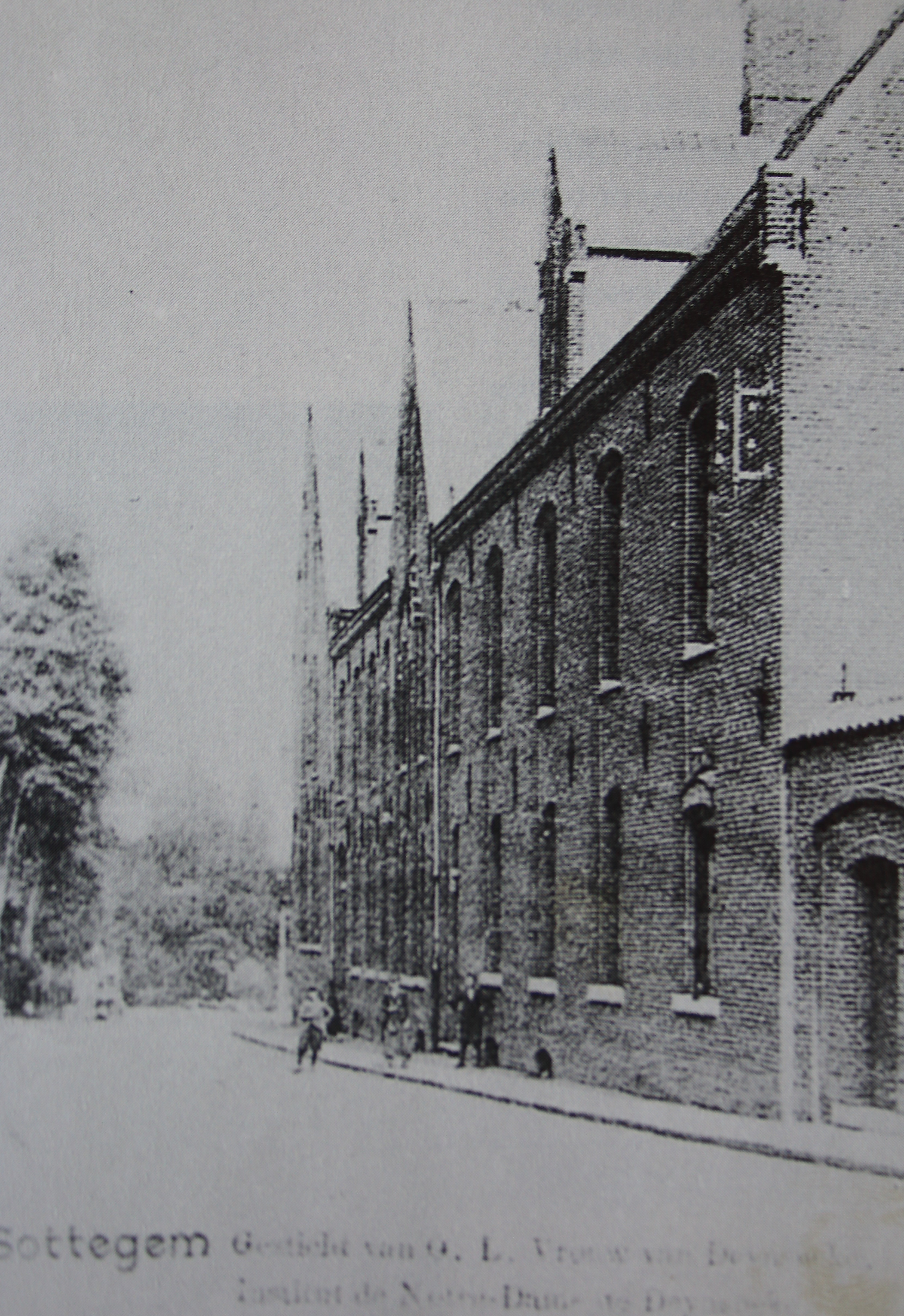
'Gesticht O.L.V. van Deynsbeke' (historische prentbriefkaart)
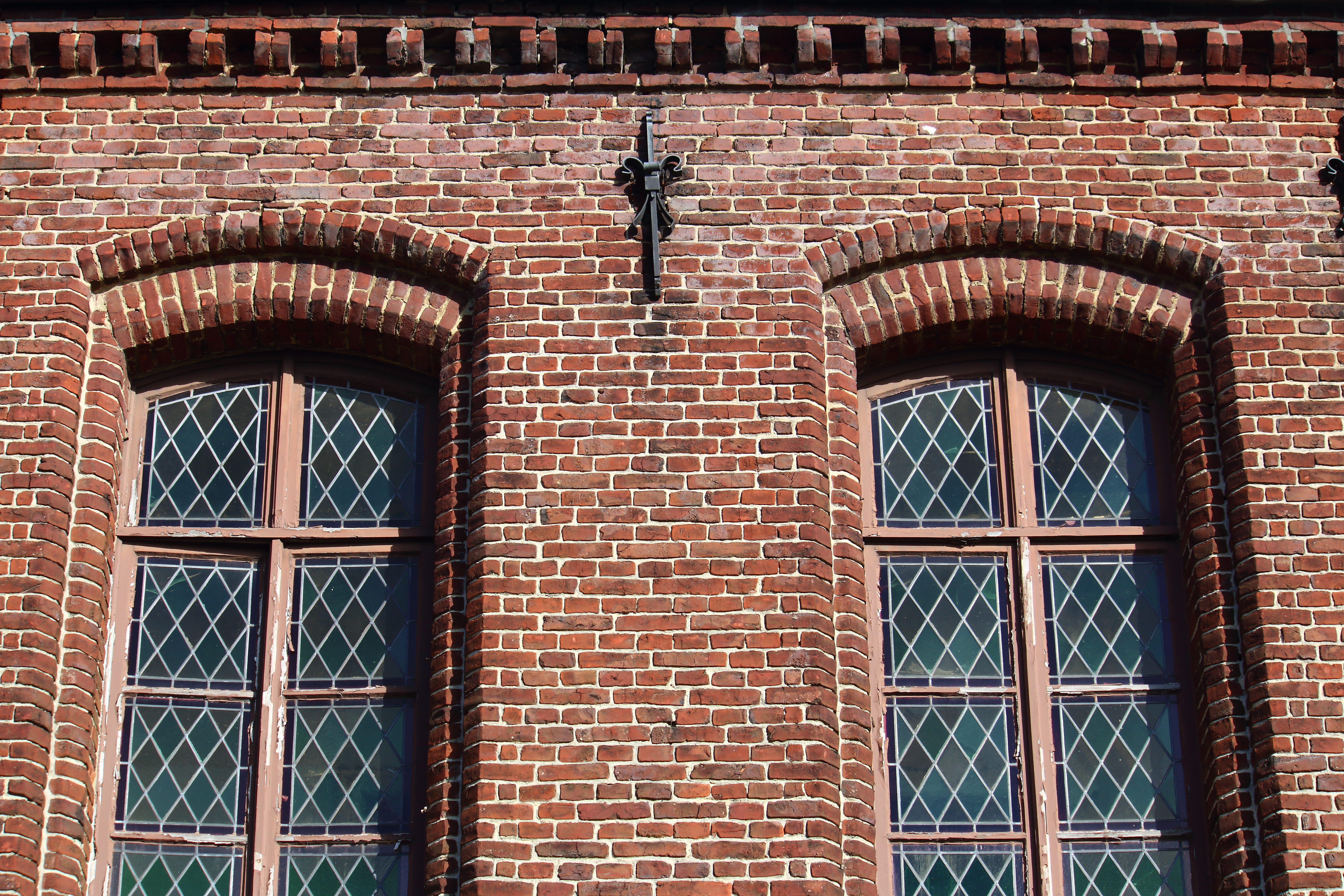
Detail van de gebouwen in donkerbruin metselwerk (voor de renovatie)
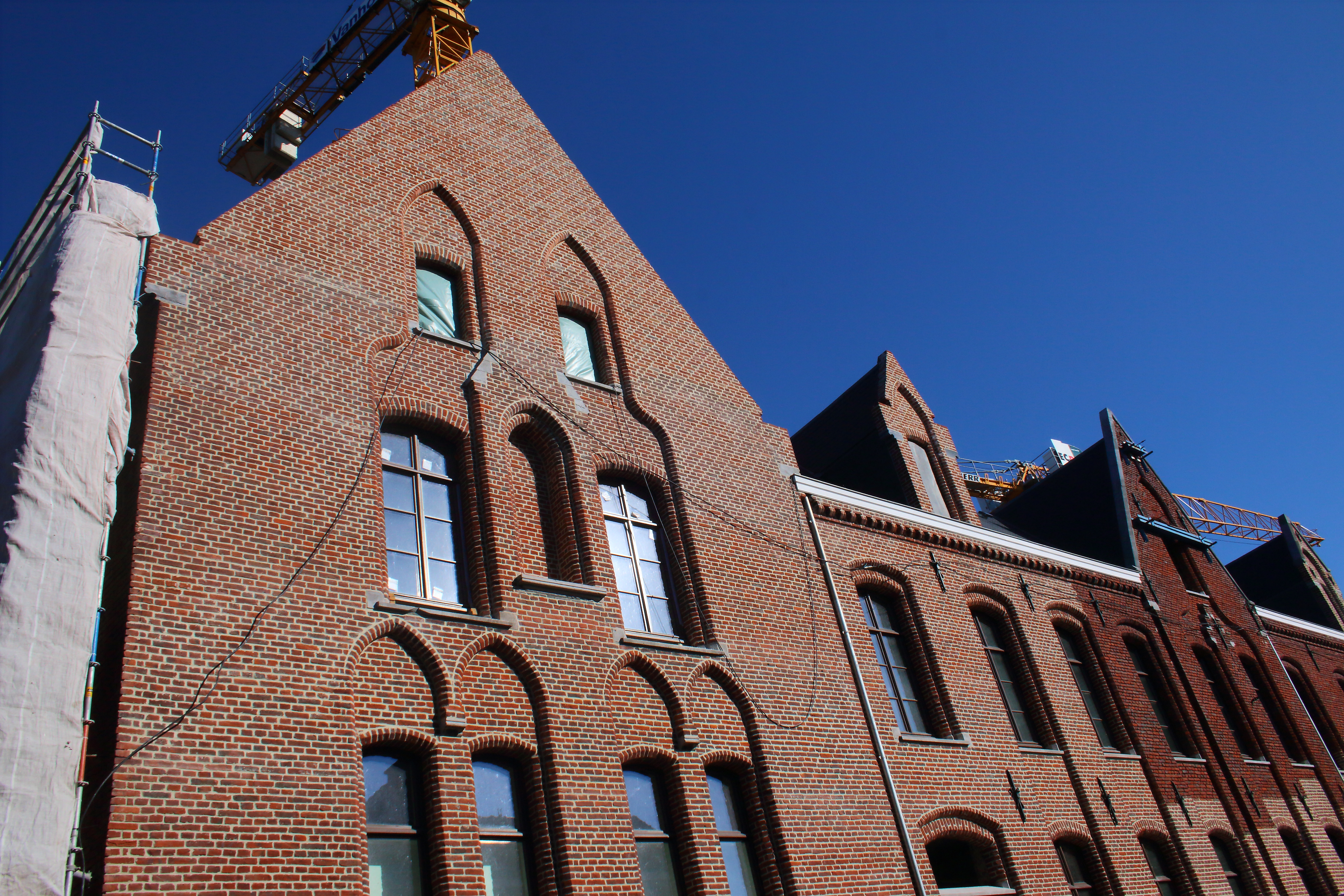
Renovatie (2020)
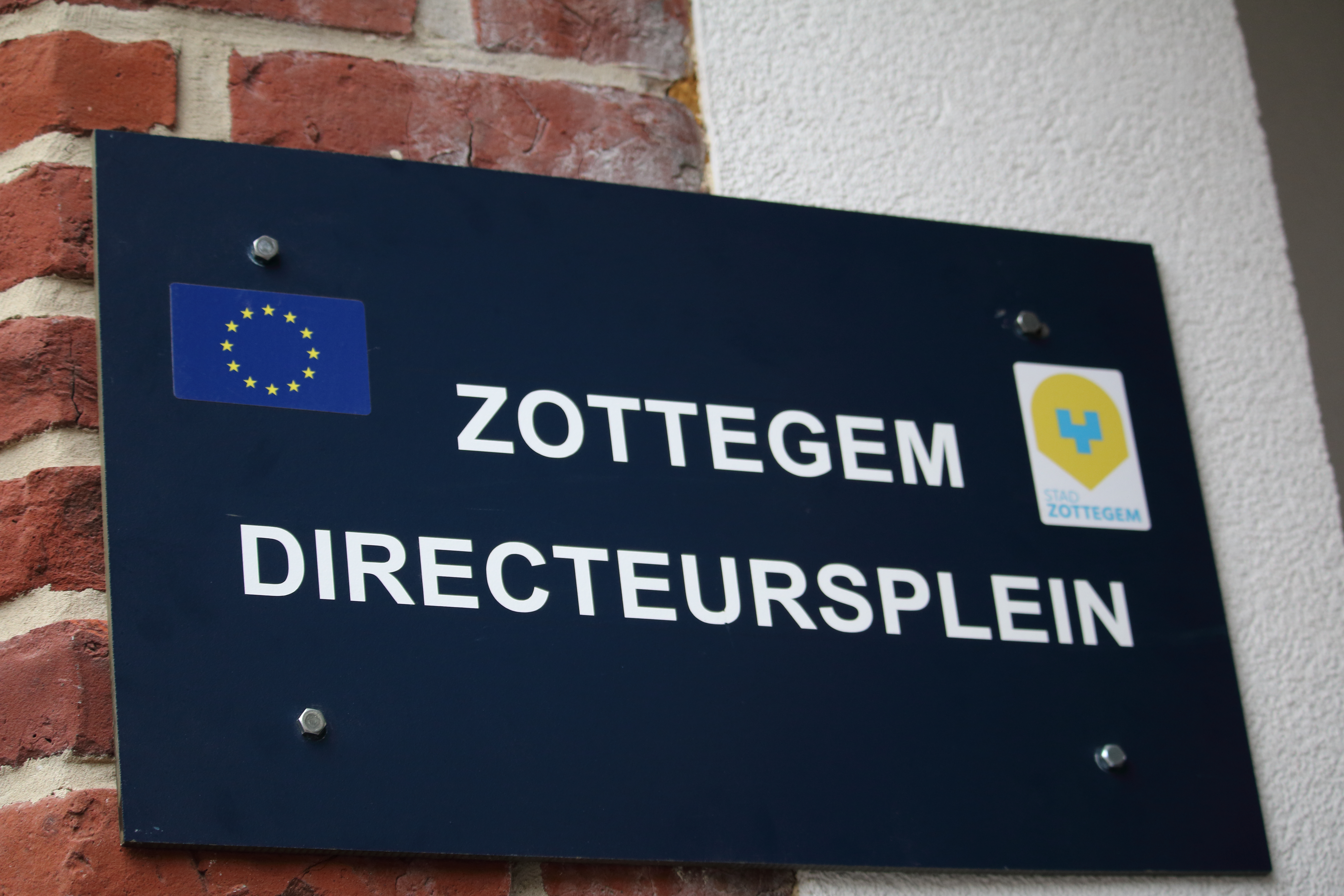
Directeursplein
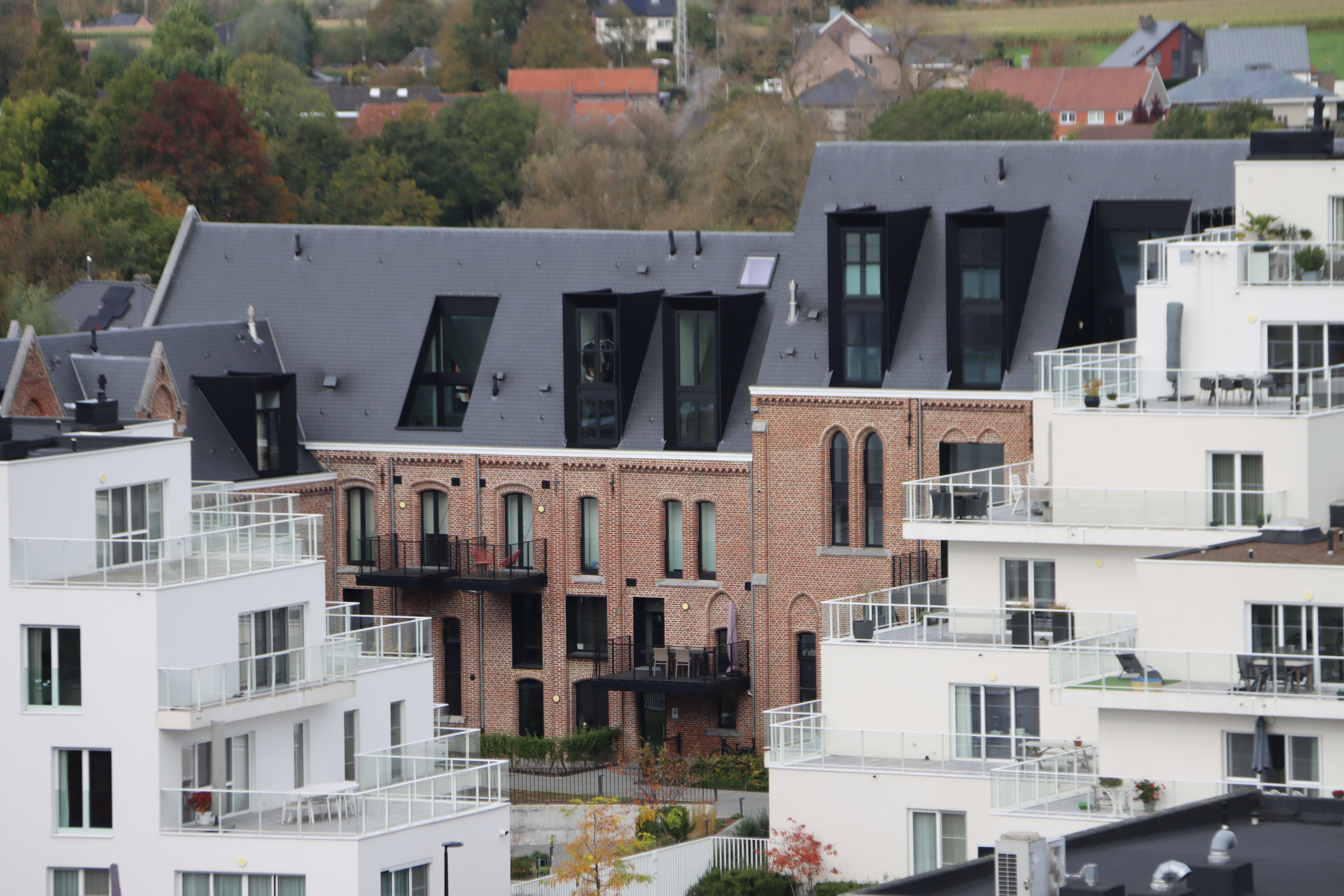
Collegium